# Liste der Wappen im Freien Gemeindekonsortium Enna
Die Liste der Wappen im Freien Gemeindekonsortium Enna zeigt die Wappen der 20 Gemeinden im Freien Gemeindekonsortium Enna der autonomen Region Sizilien der Republik Italien. In dieser Liste sind die Wappen jeweils mit einem Link auf die Gemeinde angezeigt.

## Wappen des Freien Gemeindekonsortiums Enna

Freies Gemeindekonsortium Enna
Lage in Italien

## Wappen der Gemeinden des Freien Gemeindekonsortiums Enna

Aidone
Assoro
Barrafranca
Calascibetta
Catenanuova
Centuripe
Cerami
Enna
Gagliano Castelferrato
Leonforte
Nicosia
Nissoria
Piazza Armerina
Pietraperzia
Regalbuto
Sperlinga
Troina
Valguarnera Caropepe
Villarosa